# 남양주양정초등학교
남양주양정초등학교(南楊州養正初等學校)는 대한민국 경기도 남양주시에 있는 공립 초등학교이다.

## 학교 연혁
- 1948년 12월 15일 : 금곡국민학교 일패분교장 개교
- 1949년 10월 18일 : 양정국민학교 승격 개교
- 1976년 3월 1일 : 특수학급 1학급 인가
- 1994년 4월 1일 : 도시형 학교 급식 실시
- 1996년 3월 1일 : 남양주양정초등학교 (교명 변경)
- 2013년 9월 1일 : 제 23대 조경수 교장 부임
- 2019년 2월 19일 : 제69회 졸업식(16,555명졸업)
- 2019년 3월 1일 : 21학급(일반20, 특수1학급) 편, 병설유치원 1학급 편성

## 학교 상징
- 교목(校木) - 향나무
- 교화(敎化) - 장미

## 참고 자료
- 남양주양정초등학교 - 한국교육학술정보원 학교알리미